# Simon Peter Gasser

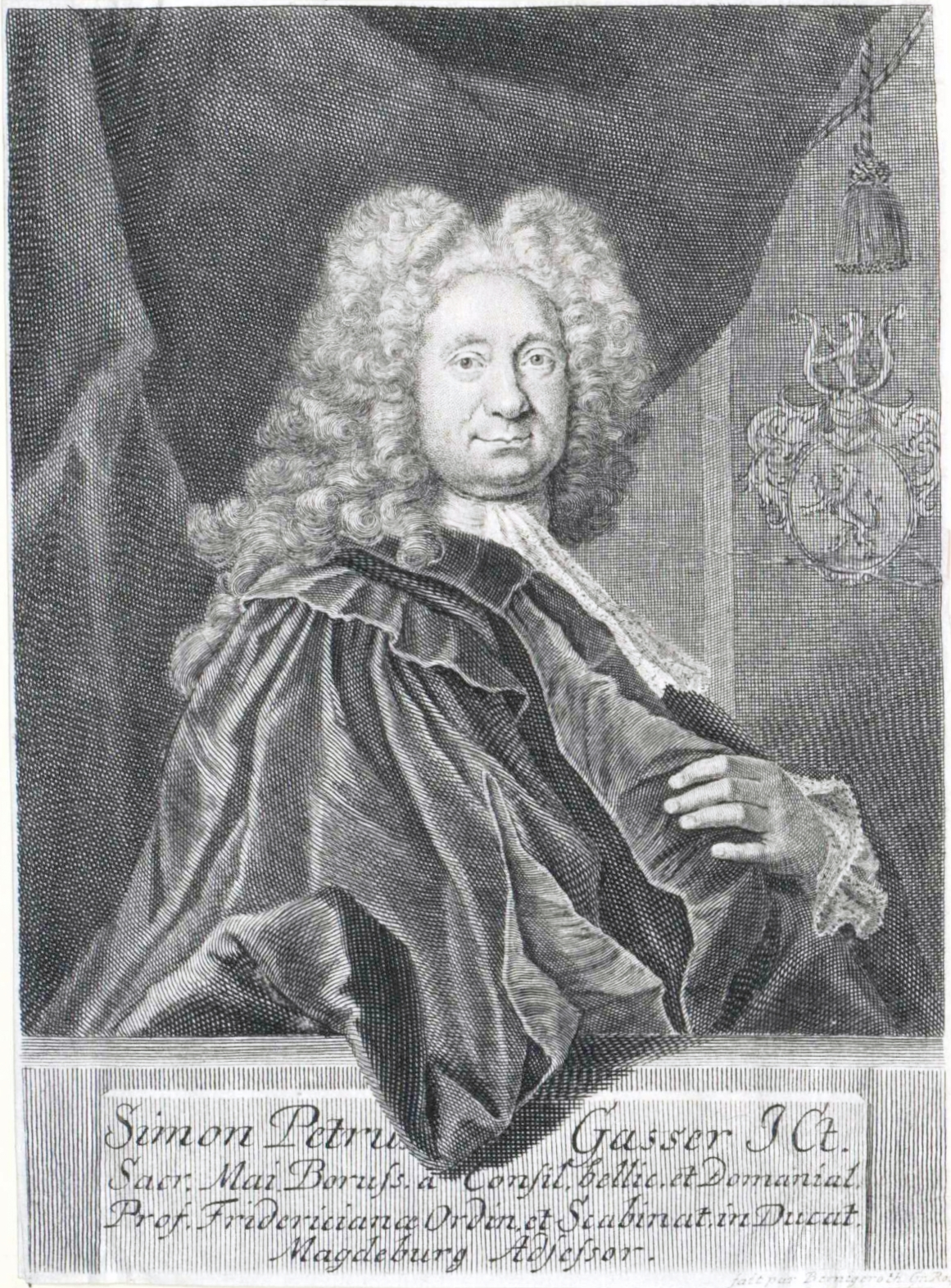
Simon Peter Gasser, Stich von Martin Bernigeroth

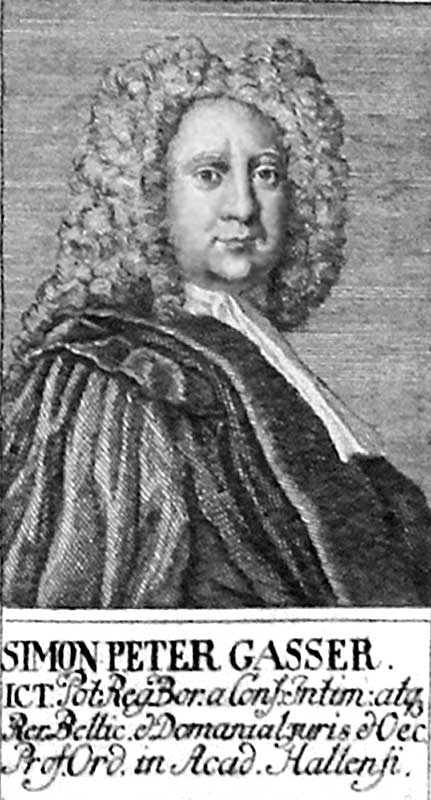
Simon Peter Gasser

Simon Peter Gasser (* 13. Mai 1676 in Kolberg; † 22. November 1745 in Halle (Saale)) war ein deutscher Rechtswissenschaftler und Ökonom.

## Leben
Geboren als Sohn des kurfürstlich brandenburgischen Landrentmeister Georg Gasser und dessen Frau Dorothea (geb. Spitzner), besuchte er in seinen frühen Kinderjahren die Stadtschule seiner Heimatstadt. Nachdem er das Gymnasium in Stettin absolviert hatte, immatrikulierte er sich 1694 an der Universität Leipzig um ein Jurastudium zu absolvieren. 1696 wechselte er an die Universität Halle, wo er von Samuel Stryck unterrichtet wurde. Dieser vermittelte ihn 1700 auch als Hofmeister beim Baron Ende, mit dem er 1704 eine Reise nach Holland absolvierte. An der Universität Utrecht hielt er sich ein Jahr auf, wo er die Vorlesungen von Cornelis van Eck (1662–1732) besuchte.
Zurückgekehrt nach Halle disputierte er 1705 mit de beatitudine juridica unter Heinrich Bode (Rechtswissenschaftler) zum Lizenziat der Rechte, unternahm anschließend mit dem Baron Ende eine weitere Reise, die ihn an unterschiedliche deutsche, österreichische und italienische Universitäten führte, hielt zurückgekehrt nach Halle 1706 Privatvorlesungen und richtete sich eine Anwaltskanzlei ein. 1710 promovierte er zum Doktor der Rechte, Gasser wurde im selben Jahr am 9. Juli außerordentlicher Professor in Halle, bald darauf auch Kammerkonsulent und 1711 Assessor des Schöppenstuhls, musste aber, als die Regierung und Kammer von Halle nach Magdeburg verlegt wurde dorthin wechseln und wurde 1716 zum Kammerrat befördert. Einer Spezialkommission nach Kleve, um die dort entstandenen Schwierigkeiten der Domänenverwaltung zu beheben, erledigte er mit viel Geschick und so gutem Erfolg, dass ihm zur Belohnung, auf seinen besonderen Wunsch, ihm am 1. September 1720 eine ordentliche Professur der Rechte in Halle verliehen und er zugleich als Kriegs und Domänenrath in die neu eingerichtete Salz- und Bergwerksdeputation eingesetzt wurde.
Am 24. Juli 1727 wurde er durch das besondere Vertrauen König Friedrich Wilhelm I., der sich sogar persönlich mit ihm darüber beriet, auf die neu errichtete Lehrkanzel der Ökonomie berufen. Die Lehrstelle war dafür gedacht gewesen, das die Studenten mit den Prinzipien der Landwirtschaft vertraut gemacht wurden. Zudem erhielten sie Einblick in das Polizeiwesen, in das Verfassungswesen und in die Städteverwaltung. Gasser behielt auf Wunsch des Königs seine Stelle im Schöppenstuhl in Halle bei, absolvierte neben seinen Staatswissenschaftlichen Aktivitäten auch seine juristischen Studien. Er hatte sich auch an den organisatorischen Aufgaben der Hallenser Hochschule beteiligt und war 1731/32, sowie 1742/43 Prorektor der Hallenser Alma Mater gewesen.
Simon Peter Gasser starb am 22. November 1745, im Alter von 69 Jahren, in Halle. Er wurde am 23. November 1745 auf dem halleschen Stadtgottesacker bestattet, sein Grab befindet sich im Gruftbogen Nr. 9.

## Wirken
Gasser zeichnete sich durch einen klaren, aber sehr nüchternen Verstand aus, der eine erstaunliche Detailkenntnis in wirtschaftlichen Dingen besaß. Jedoch mangelte es ihm an einer höheren philosophischen, ethischen und historischen Auffassung, wie aus seiner einzigen Schrift über das neue Fach Einleitung zu den ökonomischen, politischen und Cameralwissenschaften (Halle 1729) hervorgeht. Es ist auch das einzige deutsche Werk aus seiner Feder. In seinen zahlreichen lateinischen Abhandlungen und Dissertationen über allerlei Gegenstände der Rechtswissenschaften erhebt, er sich nicht über die trockne Manier seiner Zeitgenossen. Die Praelectiones ad codicem Justinianeum ejusque titilos qui in digesttis non continentur (Halle 1727) und die Selectae observationes  forenses (Halle 1738), sind hierunter die bedeutendsten.
Aber auch in seinem Betriebswirtschaftlich wissenschaftlichen Hauptwerk ist er seiner Zeit nur durch positives Wissen, nicht durch die Tiefe und Originalität der Gesamtauffassung überlegen. Ja, es steht seine Einleitung in dieser Beziehung entschieden hinter Veit Ludwig von Seckendorffs Deutschem Fürstenstaat zurück, den Gasser selbst als Grundlage seiner Vorlesungen benutzte. Denn während Seckendorff es wenigstens zu einer Gesamtauffassung der Staatsverwaltung brachte und damit eine prinzipiell wissenschaftliche Behandlung ihrer Probleme ermöglichte, ist bei Gasser das Bewusstsein vom inneren Zusammenhang der ökonomischen, sozialen und politischen Erscheinungen wieder gänzlich verloren und jene kasuistische, halb juristische, halb technisch-ökonomische Behandlung aller einzelnen Verwaltungsfragen eingebürgert worden, welche bis über die Mitte des 18. Jahrhunderts hinaus den Anfängen der Wirtschaftspolitischen Wissenschaften in Deutschland Wert und Einfluss auf die Ausbildung der Nationalökonomie und Verwaltungslehre so wesentlich geschmälert hat.

## Familie
Gasser hatte sich 1708 mit Johanna Elisabeth, der Tochter des Hallenser Ratmannes, Pfänner und Handelsmanns Friedrich Sellentius verheiratet. Aus der Ehe sind sieben Kinder hervorgegangen. Johanna Louisa, Henrietta Louisa, Heinrich Friedrich und Adam Ernst verstarben schon in jungen Jahren. Friderica Wilhelmina verstarb als junge Frau. Beata Amalia (* 10. September 1711 in Halle) heiratete am 12. Mai 1733 den Theologen Johann Heinrich Callenberg. Sein einzig überlebender Sohn schlug ebenfalls eine juristische Laufbahn ein und hatte im Juli 1745 Johanna Christiana, die Tochter des Leipziger  Weinhändlers Johann Conrad Wittmann geheiratet.

## Werke
1. Positiones practicae in usum praelectionum. Halle 1734
2. Progr. de jure germanico diligentius excolendo. Halle 1729
3. Progr. De arduo veri ac religiosi Jcti officio. Halle 1729
4. Progr. De causis, cur Musae sedem suam in montibus collocaverint. Halle 1729
5. Dissertationes: de jure ceremoniali circa legatos, sub Praesid. Jac. Brunnemanni. Halle 1700
6. de coelibatu poenae nomine imposito, sub Praes. Jac. Fridr. Ludovici. Halle 1703
7. de juramento in rem. Halle 1706
8. de abstinentia juris naturae a fallacibus regulis putativi processus summarii. Halle 1708
9. de benefico non deducta deducam, non probata probabo. Halle 1722
10. de memoria initii contra praescriptionem immemorialem praecipue regalium et domaniorum. Halle 1722
11. de inutilitate positionum cum juramento dandor et responendorum. Halle 1724
12. de ejuranda ejuratione bonae spei. Halle 1729
13. ad I. Cornel de sicaiis. Halle 1729
14. de praerogativa dierum et mensium in devolvendis hereditatibus. Halle 1729
15. de inquisitione contra surdum et sessionis. Halle 1731
16. de brocardico vulgari statua ex jure communi esse interpretanda. Halle 1731
17. de usu et abusu supplicat. et rescriptorum lite pendente. Halle 1734
18. de pactis claudicantibus. Halle 1735
19. de judicio duplici, ejusque genuino conceptu. Halle 1736
20. de actionibus in rem scriptis. Halle 1738
21. de periculosa poena homicidii. Halle 1739
22. de orgine querelae inofficiosi. Halle 1739
23. de lucro dotis marito in pactis dotalibus concesso portionem statutarium non excludente. Halle 1740
24. Singularia juris Anhaltini de rebus creditis et de processu executivo. Halle 1743